# Angus Wilson
Sir Angus Wilson (als Angus Frank Johnstone-Wilson geboren am 11. August 1913 in Bexhill, East Sussex; gestorben am 31. Mai 1991 in Bury, Suffolk) war ein englischer Schriftsteller.
Zeitgenössisch galt Wilson als einer der bedeutendsten englischen Romanciers nach dem Ende des Zweiten Weltkriegs. In seinen Werken griff er – häufig in satirischer Überspitzung – Konflikte der englischen bürgerlichen Gesellschaft in der zweiten Hälfte des 20. Jahrhunderts auf.

## Leben
Angus Wilson wurde als sechstes Kind von William und Maud Johnstone-Wilson geboren, der Vater war englischer, die Mutter südafrikanischer Herkunft. Er besuchte von 1927 bis 1931 die Westminster School in London, anschließend studierte er Geschichte am Merton College in Oxford. Von 1936 an arbeitete Wilson als Archivar beim Britischen Museum. Im Zweiten Weltkrieg war Wilson von 1942 an als Mitarbeiter des Außenministeriums in Bletchley Park mit der Entzifferung des gegnerischen Nachrichtenverkehrs beschäftigt. Nach einem psychischen Zusammenbruch begann er mit dem Schreiben von Kurzgeschichten, zunächst als Form der Therapie.
Nach Kriegsende kehrte Wilson 1946 als Bibliothekar im Lesesaal zum Britischen Museum zurück, wo er die Bekanntschaft Anthony („Tony“) Garretts machte, seines späteren Sekretärs, Mitarbeiters und lebenslangen Partners. Wilson verließ seine Arbeitsstelle am Museum 1955 endgültig, nachdem seine ersten Veröffentlichungen von der literarischen Kritik wie in der Öffentlichkeit sehr erfolgreich aufgenommen worden waren.
In den folgenden Jahrzehnten verfasste er seine bekanntesten Romanwerke, war außerdem als Literaturwissenschaftler an Universitäten in Großbritannien und in den USA tätig: Von 1966 bis 1978 war er Professor für Englische Literatur an der University of East Anglia, wo er 1970 – gemeinsam mit Malcolm Bradbury – das dortige Creative-Writing-Programm begründete; darüber hinaus hatte er Gastdozenturen an der University of Cambridge, der Yale University, der Johns Hopkins University und vielen anderen Universitäten.
1985 übersiedelte Wilson zusammen mit seinem Partner Anthony Garrett von Großbritannien nach Frankreich, er begründete dies mit der Unzufriedenheit über die Politik Margaret Thatchers. Der britische Literaturkritiker D. J. Taylor analysierte in einem Essay 2013 diese überraschende Auswanderung allerdings dahingehend, dass Wilson zunehmend unter dem Verlust der eigenen Bedeutung gelitten habe, die Auswanderung könne verstanden werden als eine „scarifying parable of what happens when a once-celebrated writer somehow loses touch with the tenor of his time“ (gruslige Parabel, was passiert, wenn ein einst gefeierter Schriftsteller irgendwie den Kontakt zur Grundstimmung seiner Zeit verliert). Die Auswanderung war nicht von Dauer, wenige Jahre später war Wilson durch Krankheiten und finanzielle Probleme gezwungen, nach England zurückzukehren, wo er die letzten Jahre seines Lebens – unterstützt durch Hilfszahlungen seiner Freunde und eine Rente des Royal Literary Fund – in einem Pflegeheim verbrachte, geistig und körperlich gebrechlich geworden. Am 31. Mai 1991 starb Wilson nach einem Schlaganfall.
Der schriftliche Nachlass Wilsons ist nahezu vollständig bei der Universität Iowa archiviert.

## Werk und Rezeption
Die ersten Veröffentlichungen Wilsons, zwei Bände mit Erzählungen (The Wrong Set 1949, Such Darling Dodos 1950), machten den Autor schlagartig in Großbritannien und den USA berühmt, er wurde fortan wahrgenommen als hellsichtiger und scharfzüngiger Beobachter der Frustrationen und Probleme des englischen Bürgertums der Kriegs- und Nachkriegsjahre. Wilsons Biografin Margaret Drabble erinnert sich daran, dass ihr erster, überwältigender Leseeindruck der Erzählungen darauf beruhte, dass Wilson einerseits vor nichts und niemandem Respekt zeigte, dass er andererseits gleichzeitig grausam und einfühlsam seinen Figuren gegenüber sein konnte.
Wilson war einer der ersten englischsprachigen Schriftsteller, die offen und gänzlich unspektakulär Homosexualität in ihren Werken thematisierten, so schon in seinem ersten Roman Hemlock and After von 1952, einer Darstellung homosexuellen Lebens im Großbritannien der Nachkriegszeit. Der Roman erkundet sexuelle Moralvorstellungen anhand der Erlebnisse eines bisexuellen Protagonisten zwischen gescheiterter Ehe und homosexuellen Affären. In den USA, wo die früheren Erzählungen gefeiert worden waren, war das Werk durch den amerikanischen Verlag Wilsons, William Morrow, wegen dieser Inhalte zunächst abgelehnt worden, der Roman wurde dann aber nach der Veröffentlichung bei Viking mehrfach neu aufgelegt, der Autor wurde als der neue „Hüter liberalen Gewissens“ angesehen.
Auf diese „düstere Parabel“ folgte 1956 Anglo-Saxon Attitudes, eine satirische Gesellschaftskritik des englischen Universitätslebens, in der Fülle der Charaktere und der unverstellten Härte der Darstellung an Charles Dickens erinnernd. Im dritten Roman, The Middle Age of Mrs Eliot (1958), erzählt Wilson von den schmerzhaften Selbstfindungsprozessen seiner Titelheldin, einer Frau des englischen Mittelklassen-Bürgertums, die nach dem sinnlos erscheinenden Tod ihres Ehemannes in eine plötzliche tiefe Krise gerät und sich gleichzeitig sozialem Abstieg gegenübersieht. Der Roman wurde mit dem James Tait Black Memorial Prize ausgezeichnet. Wilson hatte mit diesem Roman eine neue Leserschicht erreicht, die „Mittelschicht im mittleren Alter“, und weiter an internationaler Reputation gewonnen; Rudolf Walter Leonhardt erwartete anlässlich der deutschen Übersetzung 1960, dass Wilson nun auch in Deutschland zum Erfolgsautor werde. Der Autor galt mit diesen Werken international als einer der wichtigsten englischen Erzähler der Nachkriegszeit; in einer redaktionellen Notiz des Spiegel anlässlich der deutschsprachigen Erst-Veröffentlichung einer Sammlung von Kurzgeschichten unter dem Titel Was für reizende Vögel wurde Wilson schon 1959 als „bekanntester Gesellschaftskritiker des heutigen England“ bezeichnet.
Der gute Ruf bei der Literaturkritik blieb Wilson zunächst erhalten, der Publikumserfolg dagegen schwand schon mit dem nächsten, erzählerisch experimentellen, allegorischen Zukunftsroman The Old Men at the Zoo (1961), einer politischen Satire über eine kriegerische Auseinandersetzung zwischen England und anderen europäischen Mächten. Auch mit den folgenden Romanen Late Call (1964) und vor allem mit No Laughing Matter (1967) blieb Wilson noch im Gespräch, die Werke wurden von der literarischen Kritik hochgelobt – aber sie verkauften sich nicht mehr. Die letzten beiden Romane As If By Magic (1973) und Setting the World on Fire (1980) werden von Margaret Drabble als „kompromisslose Aufbrüche“ charakterisiert – sie konstatiert aber auch, dass die Werke kaum noch zur Kenntnis genommen wurden.
Von der ehemals hohen Wertschätzung durch die Leser und die literarische Kritik war in den letzten Lebensjahren Wilsons wenig geblieben. Als Wilson 1985 verbittert nach Frankreich auswanderte, war er zwar noch ein angesehenes Mitglied des britischen literarischen Establishments – 1980 war er aufgrund seiner Verdienste um die englische Literatur in den persönlichen Adelsstand erhoben worden und seit 1982 war er Präsident der Royal Society of Literature, außerdem wurde Wilson 1980 als auswärtiges Ehrenmitglied in die American Academy of Arts and Letters aufgenommen –, aber seine Dichtungen waren nicht mehr nachgefragt und wurden nicht mehr verlegt. Eine von Freunden nach seinem Tod zum Druck gebrachte Ausgabe gesammelter Werke blieb erfolglos. Wilson geriet in Vergessenheit, wurde zum „großen, aber unbekannten Romanschriftsteller“.

## Auszeichnungen
Die Auswahl der verzeichneten Ehrungen folgt der Darstellung der Universität Iowa.
- Fellow of the Royal Society of Literature, 1958
- James Tait Black Memorial Prize für The Middle Age of Mrs Eliot, 1959
- Commander of the Most Excellent Order of the British Empire (CBE), 1968
- Companion of Literature der Royal Society of Literature, 1972
- Erhebung in den persönlichen Adelsstand, 1980
- Ehrenmitglied der American Academy of Arts and Letters, 1980
- Präsident der Royal Society of Literature, 1982 bis 1991
- Ehrendoktorwürden der University of East Anglia, University of Liverpool, University of Sussex, Sorbonne

## Veröffentlichungen (Auswahl)

### Erzählungen
- The Wrong Set and Other Stories, Erzählungen, 1949
- Such Darling Dodos and Other Stories, Erzählungen, 1950
- A Bit Off the Map and Other Stories, Erzählungen, 1957
(In deutscher Sprache erschien eine Auswahl der Erzählungen Wilsons unter dem Titel: Was für reizende Vögel. Geschichten aus England, Erzählungen. Aus dem Englischen von Wolfgang von Einsiedel und Hilde Spiel, Insel, Wiesbaden 1958, und dtv, München 1963)

### Romane
- Hemlock and After, Roman, 1952
- Anglo-Saxon Attitudes, Roman, 1956
(deutsch: Späte Entdeckungen, Roman. Aus dem Englischen von Alexander Koval, Suhrkamp, Frankfurt am Main 1984, ISBN 3-518-01837-X.)
- The Middle Age of Mrs Eliot, Roman, 1958
(deutsch: Meg Eliot. [Aus dem Englischen] Übertragen von Helmut Lindemann. Insel-Verlag, Wiesbaden 1960.)
- The Old Men at the Zoo, Roman, 1961
(deutsch: Die alten Männer im Zoo. Roman. [Aus dem Englischen] Übertragen von Peter Stadelmayer. Insel-Verlag, Frankfurt am Main 1962.)
- Late Call, Roman, 1964
(deutsch: Später Ruf. Roman. Aus dem Englischen von Ursula von Zedlitz. Fischer, Frankfurt am Main 1988, ISBN 3-596-28276-4. Auch frühere Ausgaben bei Knaur, München.)
- No Laughing Matter, Roman, 1967
(deutsch: Kein Grund zum Lachen. Roman. Ins Deutsche übertragen von Maria Dessauer, Droemer-Knaur, München, Zürich 1973, ISBN 3-426-00299-X.)
- As If By Magic, Roman, 1973
(deutsch: Wie durch Magie. Roman. Deutsch von Werner Peterich, Droemer-Knaur, München, Zürich 1975, ISBN 3-426-08871-1.)
- Setting the World on Fire, Roman, 1980
(deutsch: Brüchiges Eis. Roman. Aus dem Englischen übersetzt von Werner Peterich, Suhrkamp, Frankfurt 1986, ISBN 3-518-37836-8.)

### Dramen
- The Mulberry Bush, Theaterstück, 1955